# Chordeuma rhenanum
Chordeuma rhenanum är en mångfotingart som först beskrevs av Karl Wilhelm Verhoeff 1891.  Chordeuma rhenanum ingår i släktet Chordeuma och familjen spinndubbelfotingar. Inga underarter finns listade i Catalogue of Life.